# 莫福海
莫 福海（ばく ふくかい、マク・フック・ハイ、ベトナム語：Mạc Phúc Hải, ? - 1546年6月6日）は、ベトナム莫朝の3代皇帝。諡号は莫憲宗（Mạc Hiến Tông マク・ヒエン・トン）。莫登瀛の子。

## 生涯
生年は未詳だが、莫朝2代皇帝莫登瀛（ベトナム語：Mạc Đăng Doanh、マク・ダン・ゾアン）の子として生まれる。1540年に莫登瀛が死去すると、1541年に3代皇帝に就く。
在位中には莫朝に不満を持つ反莫軍が活発に動き出し、莫朝も明への統合を決定しており、これが莫朝の権威を低下させる原因になった。そして、反莫勢力の中心人物である鄭検と争い、抗争を続けた。その後1546年に没し、その子である莫福源に譲位している。

## 元号
在位中に元号が変更されている。
- 広和 - 1541年 - 1546年

## 系譜

### 兄弟
- 莫敬典（ベトナム語版）
- 莫敦譲（ベトナム語版）

### 男子
- 莫福源（莫宏瀷）